# جان بلاكويل هاتسون
جان بلاكويل هاتسون (بالإنجليزية: Jean Blackwell Hutson)‏ هي أمينة مكتبة أمريكية، ولدت في 7 سبتمبر 1914 في Summerfield, Florida ‏ في الولايات المتحدة، وتوفيت في 4 فبراير 1998 في Harlem Hospital Center ‏ في الولايات المتحدة.